# Ліллі Шварцкопф
Ліллі Шварцкопф  (нім. Lilli Schwarzkopf, 28 серпня 1983) — німецька легкоатлетка, олімпійська медалістка.

## Виступи на Олімпіадах
| Олімпіада   | Дисципліна  | Місце |
| ----------- | ----------- | ----- |
| Пекін 2008  | семиборство | 8     |
| Лондон 2012 | семиборство | 2     |